# Albizia chinensis
Albizia chinensis är en ärtväxtart som först beskrevs av Pehr Osbeck, och fick sitt nu gällande namn av Elmer Drew Merrill. Albizia chinensis ingår i släktet Albizia och familjen ärtväxter.

## Underarter
Arten delas in i följande underarter:
- A. c. chinensis
- A. c. smithiana

## Bildgalleri

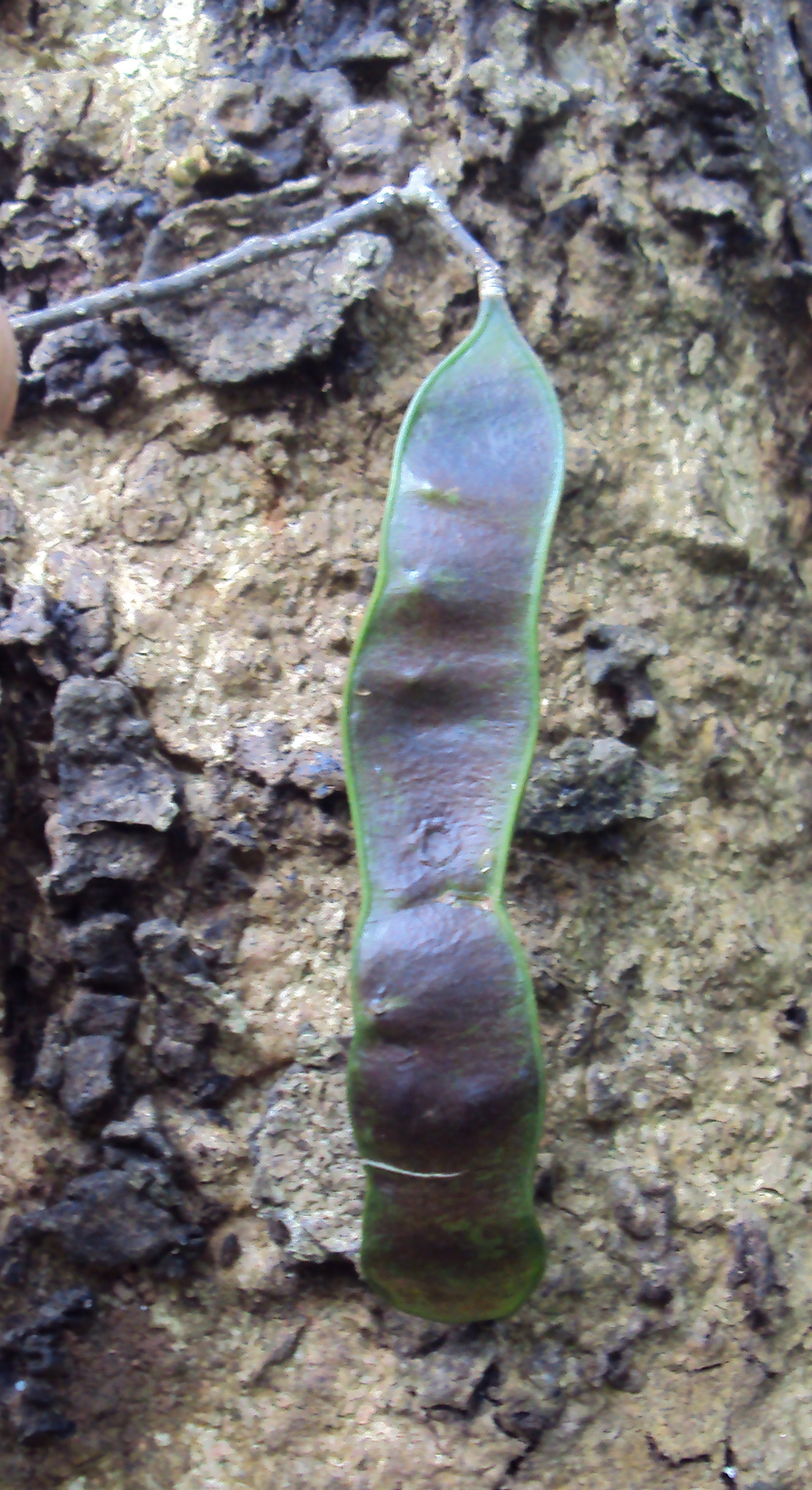
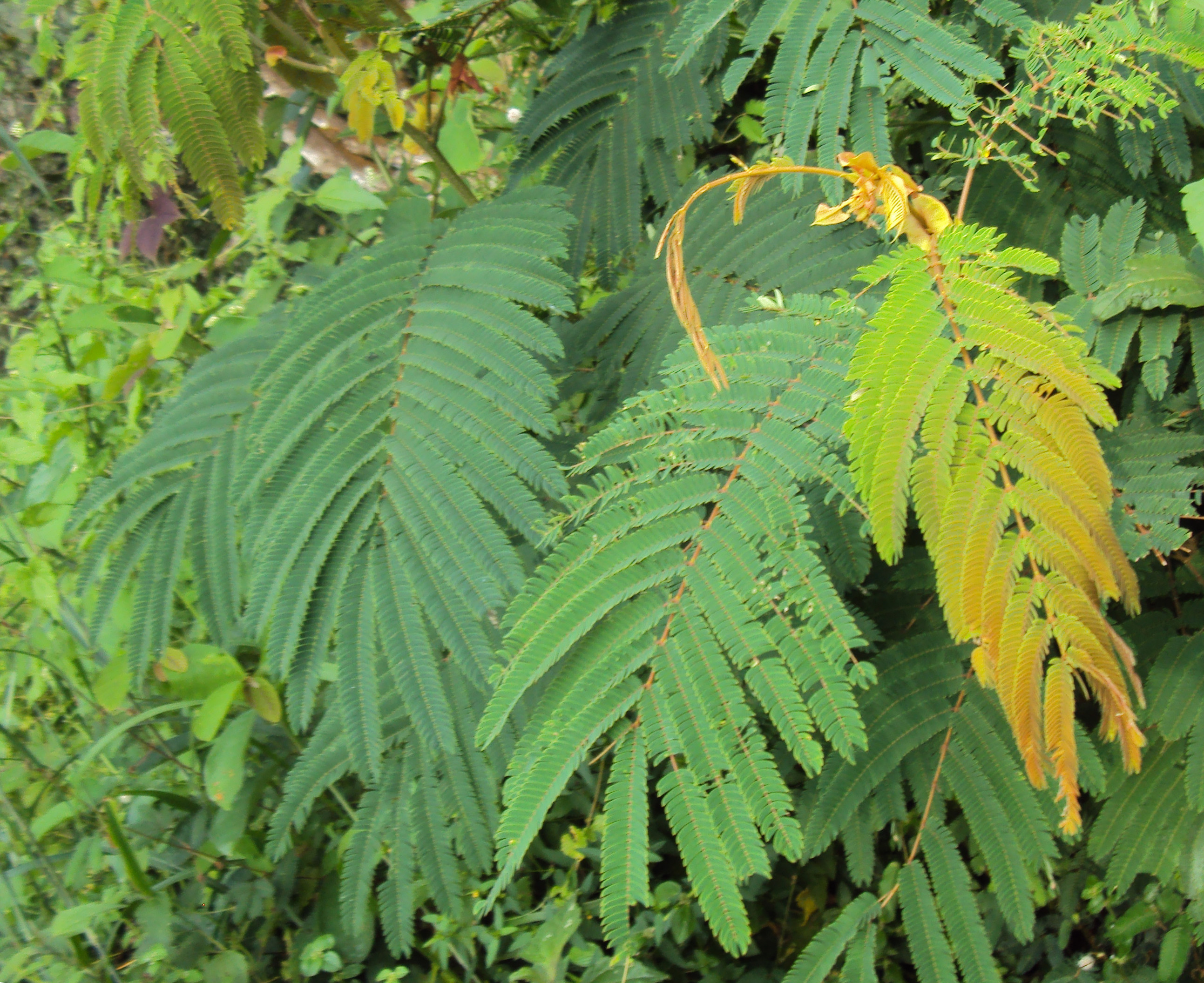